# Tomás Badaloni
Pour les articles homonymes, voir Badaloni.
Tomás Badaloni né le 2 mai 2000 à Villa Nueva en Argentine, est un footballeur argentin qui évolue au poste d'avant-centre au Club Necaxa.

## Biographie

### Godoy Cruz
Né à Villa Nueva en Argentine, Tomás Badaloni commence le football à 12 ans, dans le club du Leonardo Murialdo de Villanueva Guaymallen avant de rejoindre le Godoy Cruz, où il signe son premier contrat professionnel à 17 ans.
Il joue son premier match en professionnel le 27 juillet 2019 en championnat face à San Lorenzo. Il est titularisé ce jour-là et se fait remarquer en inscrivant également son premier but en professionnel. Ce n'est toutefois pas suffisant pour son équipe, qui s'incline par trois buts à deux.
Lors de l'été 2020, Badaloni intéresse plusieurs clubs italiens comme le Bologne FC ou encore l'US Lecce, mais le joueur reste finalement à Godoy Cruz.
Le 26 septembre 2021, Badaloni se fait remarquer en inscrivant un but et délivrant une passe décisive contre le CA Independiente, en championnat. Il contribue ainsi à la victoire de son équipe par quatre buts à un.

### CA Tigre
Le 3 janvier 2023, Tomás Badaloni rejoint le CA Tigre sous la forme d'un prêt jusqu'en décembre 2023.

### Club Necaxa
Le 31 juillet 2024, Tomás Badaloni prend la direction du Mexique afin de s'engager en faveur du Club Necaxa pour un contrat courant jusqu'en juin 2029.